# NHK高校講座 数学I
NHK高校講座 数学I（すうがくいち）は、「数学I」に関する『NHK高校講座』の講座番組。

## ラジオ講座
概要
「数学初級」（1954年度 - 1955年度）を学習指導要領の改訂に伴い「数学I」に改題。
1956年度から1982年度までNHKラジオ第2で放送されていたラジオ講座。
放送時間
| 年度        | 放送時間            |
| ----------- | ------------------- |
| 1954 - 1958 | 水・土曜22:00-22:20 |
| 1959 - 1962 | 水・土曜22:15-22:35 |
| 1963 - 1964 | 水・土曜20:00-20:20 |
| 年度        | 第1部               | 第1部                           | 第2部               | 第2部           |
| 年度        | 本放送              | 再放送                          | 本放送              | 再放送          |
| ----------- | ------------------- | ------------------------------- | ------------------- | --------------- |
| 1965 - 1967 | 水・土曜20:40-21:00 |                                 | 火・金曜20:20-20:40 |                 |
| 1968 - 1972 | 水・土曜20:40-21:00 | 日曜18:20-18:40 日曜21:20-21:40 | 火・金曜20:00-20:20 | 日曜22:20-23:00 |
| 1973 - 1975 | 水・土曜20:00-20:20 | 月曜22:20-23:00                 | 水・土曜20:20-20:40 | 木曜22:20-23:00 |
| 1976 - 1981 | 火・金曜20:00-20:20 | 日曜20:40-21:20                 | 火・金曜20:20-20:40 | 日曜21:20-22:00 |
| 1982        | ※放送なし           | ※放送なし                       | 火・金曜20:20-20:40 |                 |
講師
- 佐藤忠（東京都立戸山高等学校教諭）
- 木村勇三（東京都教育庁指導主事）

## テレビ講座

### 概要
NHK教育テレビ開局3日目の1959年1月12日に放送開始。『NHK高校講座』最初にして最長寿のテレビ講座。
| 学習指導要領                    | 講座                                                |
| ------------------------------- | --------------------------------------------------- |
| 1956年度改訂                    | 1958年度 - 1962年度                                 |
| 1963年度改訂                    | 1963年度 - 1964年度                                 |
| 1963年度改訂                    | 1965年度 - 1970年度                                 |
| 1963年度改訂                    | 1971年度 - 1972年度 第1部 1971年度 - 1973年度 第2部 |
| 1973年度改訂                    | 1973年度 - 1975年度 第1部 1974年度 - 1976年度 第2部 |
| 1973年度改訂                    | 1976年度 - 1978年度 第1部 1977年度 - 1979年度 第2部 |
| 1973年度改訂                    | 1979年度 - 1981年度 第1部 1980年度 - 1981年度 第2部 |
| 1982年度改訂                    | 1982年度 - 1984年度                                 |
| 1982年度改訂                    | 1985年度 - 1993年度                                 |
| 1994年度改訂                    | 1994年度 - 1996年度                                 |
| 1994年度改訂                    | 1997年度 - 1999年度                                 |
| 1994年度改訂                    | 2000年度 - 2002年度                                 |
| 2003年度改訂                    | 2003年度 - 2005年度                                 |
| 2003年度改訂                    | 2006年度 - 2009年度                                 |
| 2003年度改訂                    | 2010年度 - 2011年度                                 |
| 2012年度改訂                    | 2012年度 - 2014年度                                 |
| 2012年度改訂                    | 2015年度 - 2020年度                                 |
| 2021年度改訂 （翌年度完全施行） | 2021年度 -                                          |

### 1958年度 - 1962年度
概要
「幾何」と「代数」に分けて放送。
- 1959年1月12日 - 1959年4月03日：週5回、30分番組。
- 1959年4月06日 - 1963年3月28日：週4回、30分番組。

放送時間
| 年度        | 幾何                    | 代数                |
| ----------- | ----------------------- | ------------------- |
| 1958        | 月・水・金曜21:30-22:00 | 火・木曜21:30-22:00 |
| 1959 - 1962 | 曜・月・水曜21:30-22:00 | 火・木曜21:30-22:00 |
講師
- 佐々木元太郎（東京教育大学附属高等学校教諭）
- 井上義夫（東京教育大学附属高等学校教諭）
- 武藤徹（東京都立戸山高等学校教諭）
- 石黒富美男（東京都立上野高等学校教諭）
- 土屋正夫（東京都立石神井高等学校教諭）

| 年度 | 幾何（月・水曜） | 幾何（月・水曜） | 代数（火・木曜） | 代数（火・木曜） | 幾何（金曜） |
| ---- | ---------------- | ---------------- | ---------------- | ---------------- | ------------ |
| 1958 | 佐々木元太郎     | 井上義夫         | 武藤徹           | 石黒富美男       | 土屋正夫     |
| 1959 | 佐々木元太郎     | 井上義夫         | 武藤徹           | 石黒富美男       | ※放送なし    |
| 1960 | 佐々木元太郎     | 井上義夫         | 武藤徹           | 石黒富美男       | ※放送なし    |
| 1961 | 佐々木元太郎     | 井上義夫         | 武藤徹           | 石黒富美男       | ※放送なし    |
| 1962 | 佐々木元太郎     | 井上義夫         | 武藤徹           | 石黒富美男       | ※放送なし    |
放送リスト

### 1963年度 - 1964年度
概要
30分番組。週3回の夜間講座と、通信制スクーリング向けの日曜講座を放送。
放送時間
| 年度 | 夜間枠                  | 日曜枠          |
| ---- | ----------------------- | --------------- |
| 1963 | 月・木・土曜21:30-22:00 | 日曜11:00-11:30 |
| 1964 | 月・木・土曜21:00-21:30 | 日曜11:00-11:30 |
講師
- 石黒富美男（東京都立上野高等学校教諭）
- 井上義夫（東京都教育委員会指導部）
- 佐藤忠（東京都立戸山高等学校教諭）
- 竹之内章（東京都立白鷗高等学校教諭）
- 木暮浩司（東京都立両国高等学校教諭）

| 年度 | 夜間     | 夜間       | 夜間   | 日曜     |
| ---- | -------- | ---------- | ------ | -------- |
| 1963 | 竹之内章 | 石黒富美男 | 佐藤忠 | 井上義夫 |
| 1964 | 木暮浩司 | 石黒富美男 | 佐藤忠 | 井上義夫 |
放送リスト

### 1965年度 - 1970年度
概要
30分番組。2か年講座の1年目を「第1部」、2年目を「第2部」としてそれぞれ週2回放送。
放送時間
| 年度        | 第1部               | 第2部               |
| ----------- | ------------------- | ------------------- |
| 1965        | 火・金曜21:00-21:30 | 月・木曜21:30-22:00 |
| 1966 - 1967 | 火・金曜21:00-21:30 | 月・木曜22:00-22:30 |
| 1968 - 1970 | 火・金曜21:00-21:30 | 火・金曜21:30-22:00 |
講師
- 佐藤忠（東京都立戸山高等学校教諭）
- 熊沢淡（東京教育大学附属高等学校教諭）
- 礒野幸（東京都立文京高等学校教諭、東京都立日野高等学校教諭）
- 荒井淳雄（東京都立忍岡高等学校教諭）
- 片桐重男（東京都教育委員会指導主事）
- 大山梅次（東京都立竹台高等学校教諭）
- 長田雅郎（東京都立上野高等学校教諭）

| 年度 | 第1部    | 第1部    | 第2部    | 第2部    |
| ---- | -------- | -------- | -------- | -------- |
| 1965 | 熊沢淡   | 佐藤忠   | 礒野幸   | 荒井淳雄 |
| 1966 | 片桐重男 | 佐藤忠   | 大山梅次 | 荒井淳雄 |
| 1967 | 片桐重男 | 荒井淳雄 | 大山梅次 | 礒野幸   |
| 1968 | 片桐重男 | 荒井淳雄 | 長田雅郎 | 礒野幸   |
| 1969 | 片桐重男 | 荒井淳雄 | 長田雅郎 | 礒野幸   |
| 1970 | 片桐重男 | 荒井淳雄 | 長田雅郎 | 礒野幸   |
放送リスト

### 1971年度 - 1981年度
概要
30分番組。2か年講座の1年目を「第1部」、2年目を「第2部」としてそれぞれ週2回放送。
講座番組の再使用（複数年放送）を開始。
第2部は1977年度、第1部は1979年度から夏・冬・春休みが再放送期間になり、年84回講座となる。
放送時間
| 年度        | 第1部               | 第1部               | 第2部               | 第2部           |
| 年度        | 本放送              | 再放送              | 本放送              | 再放送          |
| ----------- | ------------------- | ------------------- | ------------------- | --------------- |
| 1971 - 1972 | 火・金曜21:30-22:00 |                     | 火・金曜21:30-22:00 |                 |
| 1973 - 1975 | 火・金曜21:30-22:00 | 曜・日曜21:00-22:00 | 火・金曜21:30-22:00 | 日曜22:00-23:00 |
| 1976        | 月・木曜21:30-22:00 | 曜・日曜18:00-19:00 | 月・木曜22:00-22:30 | 日曜19:00-20:00 |
| 1977 - 1981 | 月・木曜21:30-22:00 | 火・金曜06:00-06:30 | 月・木曜22:00-22:30 |                 |
講師
- 荒井淳雄（東京都立忍岡高等学校教諭）
- 礒野幸（東京都立日野高等学校教諭）
- 長田雅郎（東京都立上野高等学校教諭）
- 岩波裕治
- 飯島忠
- 淀繁弘

| 年度 | 第1部    | 第1部    | 第2部  | 第2部    |
| ---- | -------- | -------- | ------ | -------- |
| 1971 | 荒井淳雄 | 岩波裕治 | 礒野幸 | 長田雅郎 |
| 1972 | 荒井淳雄 | 岩波裕治 | 礒野幸 | 長田雅郎 |
| 1973 | 荒井淳雄 | 岩波裕治 | 礒野幸 | 長田雅郎 |
| 1974 | 荒井淳雄 | 岩波裕治 | 礒野幸 | 長田雅郎 |
| 1975 | 荒井淳雄 | 岩波裕治 | 礒野幸 | 長田雅郎 |
| 1976 | 荒井淳雄 | 岩波裕治 | 礒野幸 | 長田雅郎 |
| 1977 | 荒井淳雄 | 岩波裕治 | 礒野幸 | 飯島忠   |
| 1978 | 荒井淳雄 | 岩波裕治 | 礒野幸 | 飯島忠   |
| 1979 | 荒井淳雄 | 岩波裕治 | 礒野幸 | 飯島忠   |
| 1980 | 荒井淳雄 | 岩波裕治 | 淀繁弘 | 飯島忠   |
| 1981 | 荒井淳雄 | 岩波裕治 | 淀繁弘 | 飯島忠   |
放送リスト 第1部
放送リスト 第2部

### 1982年度 - 1984年度
概要
30分番組。週2回、年84回講座。入門講座のみ毎年新作。
放送時間
| 年度        | 本放送              | 再放送              |
| ----------- | ------------------- | ------------------- |
| 1982 - 1984 | 月・水曜21:45-22:15 | 木・金曜14:45-15:15 |
講師
- 岩波裕治
- 飯島忠
- 淀繁弘

放送リスト

### 1985年度 - 1993年度
概要
30分番組。週2回、年84回講座。
1985年度の講座（84回中82回）を1993年度まで再使用。
放送時間
| 年度        | 本放送              | 再放送              |
| ----------- | ------------------- | ------------------- |
| 1985 - 1989 | 月・水曜06:00-06:30 | 月・水曜19:00-19:30 |
| 1990 - 1993 | 月・水曜06:00-06:30 |                     |
講師
- 飯島忠
- 淀繁弘

放送リスト

### 1994年度 - 1996年度
概要
30分番組。週2回、年84回講座。
放送時間
- 月・水曜06:00-06:30

講師
- 飯島忠
- 淀繁弘

放送リスト

### 1997年度 - 1999年度
概要
30分番組。週2回、年84回講座。
放送時間
- 月・水曜06:00-06:30

講師
- 神長幾子
- 大野昭次

放送リスト

### 2000年度 - 2002年度
概要
30分番組。週2回、年84回講座。
半年遅れの再放送「ライブラリー」の開始。
放送時間
| 年度 | 年度 | 本放送              | ライブラリー    |
| ---- | ---- | ------------------- | --------------- |
| 2000 | 前   | 月・水曜06:00-06:30 |                 |
| 2000 | 後   | 月・水曜06:00-06:30 | 火曜03:30-04:30 |
| 2001 | 2001 | 月・水曜06:00-06:30 | 火曜03:50-04:50 |
| 2002 |      | 月・水曜06:00-06:30 | 火曜03:50-04:50 |
| 2003 | 前   | ※                   | 火曜03:50-04:50 |
講師
- 神長幾子（東京芸術大学音楽学部附属音楽高等学校教諭）
- 大野昭次

放送リスト

### 2003年度 - 2005年度
概要
30分番組。週1回、年42回講座。
放送時間
| 年度 | 年度 | 本放送          | 再放送          | ライブラリー    |
| ---- | ---- | --------------- | --------------- | --------------- |
| 2003 | 前   | 月曜15:00-15:30 | 水曜01:00-01:30 | ※               |
| 2003 | 後   | 月曜15:00-15:30 | 水曜01:00-01:30 | 火曜04:20-04:50 |
| 2004 |      | 月曜15:00-15:30 | 水曜01:00-01:30 | 火曜04:20-04:50 |
| 2005 |      | 月曜15:00-15:30 | 水曜01:00-01:30 | 火曜04:20-04:50 |
| 2006 | 前   | ※               | ※               | 水曜01:00-01:30 |
講師
- 神長幾子（東京芸術大学音楽学部附属音楽高等学校教諭）
- 大野昭次（筑波大学附属高等学校教諭）

放送リスト

### 2006年度 - 2009年度
概要
30分番組。週1回、年42回講座。出演者に芸能人を初めて起用。
放送時間
| 年度 | 年度 | 本放送          | 再放送          | ライブラリー    |
| ---- | ---- | --------------- | --------------- | --------------- |
| 2006 | 前   | 月曜15:00-15:30 | 木曜00:00-00:30 | ※               |
| 2006 | 後   | 月曜15:00-15:30 | 木曜00:00-00:30 | 水曜01:00-01:30 |
| 2007 | 2007 | 月曜15:00-15:30 | 木曜00:30-01:00 | 火曜02:00-02:30 |
| 2008 | 2008 | 月曜15:00-15:30 |                 | 火曜01:50-02:20 |
| 2009 | 2009 | 月曜15:00-15:30 | 火曜01:40-02:10 |                 |
| 2010 | 前   | ※               | 火曜01:40-02:10 |                 |
出演者
- 聞き手：高橋あゆみ、遠藤紘美、田中匡志、海宝直人
- ナレーション：久嶋志帆

講師
- 神長幾子（筑波大学附属高等学校教諭）
- 大野昭次（筑波大学附属高等学校教諭）

放送リスト

### 2010年度 - 2011年度
概要
30分番組。週1回、年40回講座。
放送時間
| 年度 | 年度 | 本放送          | ライブラリー       |
| ---- | ---- | --------------- | ------------------ |
| 2010 | 前   | 月曜15:00-15:30 | ※                  |
| 2010 | 後   | 月曜15:00-15:30 | 火曜01:40-02:10    |
| 2011 | 2011 | 月曜14:30-15:00 | 火曜01:35-02:05    |
| 年度 | 年度 | 本放送 021ch    | ライブラリー 023ch |
| 2012 | 前   | ※               | 月曜14:30-15:00    |
出演者
- 司会：田中えみ
- ナレーション：郡正夫

講師
- 神長幾子（筑波大学附属高等学校教諭）
- 大野昭次（筑波大学附属高等学校教諭）
- 祖慶良謙（東京学芸大学附属高等学校教諭）
- 十九浦美里（お茶の水女子大学附属高等学校教諭）

放送リスト

### 2012年度 - 2014年度
概要
20分番組。週1回、年40回講座。
放送時間
| 年度 | 年度 | 本放送 021ch    | ライブラリー 023ch |
| ---- | ---- | --------------- | ------------------ |
| 2012 | 前   | 木曜14:20-14:40 | ※                  |
| 2012 | 後   | 木曜14:20-14:40 | 金曜14:40-15:00    |
| 2013 | 前   | 月曜14:10-14:30 | 金曜14:40-15:00    |
| 2013 | 後   | 月曜14:10-14:30 | 木曜14:40-15:00    |
| 2014 | 前   | 月曜14:10-14:30 | 木曜14:40-15:00    |
| 2014 | 後   | 月曜14:10-14:30 | 水曜14:10-14:30    |
| 2015 | 前   | ※               | 水曜14:10-14:30    |
出演者
- 司会：小堺翔太、長谷川真優
- ナレーション：宮崎亜友美

講師
- 祖慶良謙（東京学芸大学附属高等学校教諭）
- 十九浦美里（お茶の水女子大学附属高等学校教諭）
- 赤岩辰巳（東京都立多摩科学技術高等学校主任教諭）
- 浦野道雄（早稲田大学高等学院教諭）

放送リスト

### 2015年度 - 2020年度
概要
20分番組、週1回、年40回講座。
放送時間
| 年度 | 年度 | 本放送 021ch    | ライブラリー 023ch |
| ---- | ---- | --------------- | ------------------ |
| 2015 | 前   | 月曜14:10-14:30 | ※                  |
| 2015 | 後   | 月曜14:10-14:30 | 水曜14:10-14:30    |
| 2016 | 前   | 月曜14:10-14:30 | 水曜14:10-14:30    |
| 2016 | 後   | 月曜14:10-14:30 | 水曜14:10-14:30    |
| 2017 | 前   | 月曜14:10-14:30 | 水曜14:10-14:30    |
| 2017 | 後   | 月曜14:10-14:30 | 水曜14:10-14:30    |
| 2018 | 前   | 月曜14:10-14:30 | 水曜14:10-14:30    |
| 2018 | 後   | 月曜14:10-14:30 | 水曜14:10-14:30    |
| 2019 | 前   | 月曜14:10-14:30 | 水曜14:10-14:30    |
| 2019 | 後   | 月曜14:10-14:30 | 水曜14:10-14:30    |
| 2020 | 前   | 月曜14:10-14:30 | 水曜14:10-14:30    |
| 2020 | 後   | 月曜14:10-14:30 | 水曜14:10-14:30    |
| 2021 | 前   | ※               | 水曜14:10-14:30    |
出演者
- 司会：松本あゆ美
- 生徒：山﨑紗彩、小味山紗英、多堀玲央、加藤幹夫、奥井亜実
- ナレーション：檜山修之

講師
- 湯浅弘一（湘南工科大学特任講師）

放送リスト

### 2021年度 -
概要
20分番組、週1回、年40回講座。
放送時間
| 年度 | 年度 | 本放送 021ch    | ライブラリー 023ch |
| ---- | ---- | --------------- | ------------------ |
| 2021 | 前   | 月曜14:10-14:30 | ※                  |
| 2021 | 後   | 月曜14:10-14:30 | 水曜14:10-14:30    |
| 2022 | 前   | 月曜10:30-10:50 | 水曜10:10-10:30    |
| 2022 | 後   | 月曜10:30-10:50 | 水曜10:30-10:50    |
| 2023 | 前   | 月曜10:30-10:50 | 火曜10:30-10:50    |
| 2023 | 後   | 月曜10:30-10:50 | 【枠終了】         |
| 2024 | 前   | 月曜10:30-10:50 | 【枠終了】         |
出演者
- 生徒：酒井蒼澄、藤本ばんび
- アイク（みみずく）の声：アイクぬわら
- ナレーション：進藤尚美

講師
- 湯浅弘一（湘南工科大学特任講師）

放送リスト